# Thoracostoma penduli
Thoracostoma penduli är en rundmaskart som beskrevs av Allgen 1954. Thoracostoma penduli ingår i släktet Thoracostoma och familjen Leptosomatidae. Inga underarter finns listade i Catalogue of Life.